# خيط مكروي

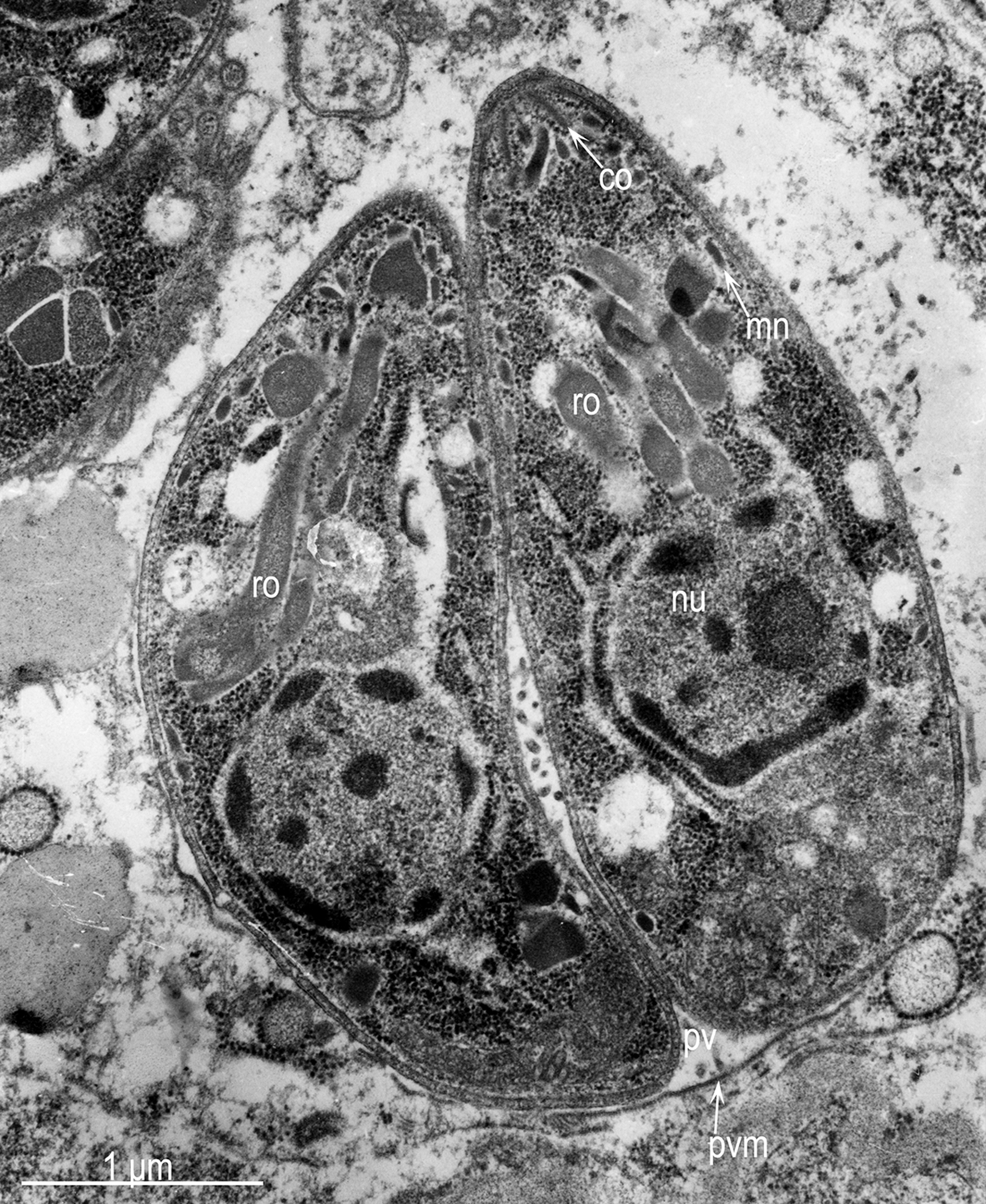
(tachyzoite) المقوسة الغوندية عبر مجهر إلكتروني نافذ، تظهر الخيوط المكروية برمز (mn)

الخيوط المِكْرَوِيّة (بالإنجليزية: Micronemes)‏ هي عضياتٌ إفرازية، تُوجد في طفيليات معقدات القمة. تقع الخيوط المكروية على الثلث القمي من جسم الأوليات، وهي مُحاطة بوحدة غشائية نموذجية. يظهر في المجهر الإلكتروني بامتلاكها مصفوفة كثيفة الإلكترونات؛ بسبب محتواها العالي من البروتينات. وُتعد عضيات إفرازية متخصصة مُهمة لغزو الخلايا المضيفة والحركة المزلقية.
تفرز هذه العضيات عدة بروتينات مثل بروتين مستضد الغشاء القمي [الإنجليزية] (أو PfAMA1)، وأيضًا متسضد عائلة الكريات الحمراء (أو EBA). تتخصص هذه البروتينات في الارتباط [الإنجليزية] بمستقبلات سطح كريات الدم الحمراء وتسهيل الدخول إليها.يُستطيع الكائن فقط عبر هذا التبادل الكيميائي الأولي أن يدخل في كريات الدم الحمراء عبر مركب أكتين-ميوسين الحركي.[بحاجة لمصدر]
افترض أن هذه العضية تعمل بشكل تعاوني مع العضية النظيرة لها، وهي الخيط القوسي، وهي أيضًا عضية إفرازية. بما أنَّ الخيط المكروي يبدأ الارتباط بكريات الدم الحمراء، فإنه من الممكن أنَّ الخيط القوسي يفرز البروتينات لتكوين غشاء الفجوة الحاملة للطفيلي، حيث يتواجد فيها الطفيلي للبقاء والتكاثر.